# カグアス
カグアス（スペイン語: Caguas、スペイン語発音: [ˈkaɣwas]）は、アメリカ合衆国プエルトリコ島の都市。
内陸部にあり、サンフアン（政庁所在地）から、およそ南20マイル (32 km)に位置する。
アメリカ合衆国政府によって2010年4月1日に実施された国勢調査では、プエルトリコで5番目に人口が多い都市とされている。

## 歴史
カグアスは1775年1月1日に創立した。1820年に「街」という称号をスペイン政府からもらった。1894年に「市」に高まった。

## スポーツ
- 野球では、「パルケ・イルデフォンソ・ソラ・モラレス」というスタジアムがある（リーガ・デ・ベイスボル・プロフェシオナル・デ・プエルトリコの球団、「クリオージョス・デ・カグアス」の本拠地）。
- バスケットボールでは、バロンセスト・スペリア・ナシオナルのチーム、「カグアス・クレオールス」が、カグアスを本拠地にしている。

## 観光
- 2005年にオープンした「フォーポイント・バイ・シェラトン・カグアス・リアル・ホテル&カジノ」にあるカジノは、プエルトリコ最大級 [1]。

## 著名な出身者
- アレックス・コーラ （元メジャーリーガー）
- フランシスコ・リンドーア（メジャーリーガー）
- ジョーイ・コーラ （元メジャーリーガー、アレックスの兄）
- トニー・バナザード （元メジャーリーガー）
- ファン・マヌエル・ロペス （元WBO世界王者のプロボクサー）
- ミゲール・コット （元WBA世界王者のプロボクサー）

## 姉妹都市
- ハートフォード